# Oliver Buff
Oliver Buff (* 3. August 1992 in Baden) ist ein Schweizer Fussballspieler.

## Karriere

### Vereine
Als Junior spielte Oliver Buff zuerst beim FC Schlieren und dann beim FC Oetwil-Geroldswil. 2005 wurde er nach einem Probetraining vom FC Zürich für ein Trainingslager eingeladen und anschliessend in die Juniorenmannschaft aufgenommen. Sein Debüt in der Axpo Super League gab er am 21. März 2010 im Zürcher Letzigrund gegen die AC Bellinzona. Der FC Zürich gewann die Partie mit 2:0. Sein erstes Tor erzielte Buff bei seinem dritten Einsatz anlässlich des Stadtzürcher Derbys gegen den Grasshopper Club Zürich am 5. April 2010, das mit 3:2 gewonnen wurde. In der Folge schloss der Verein mit ihm einen Vertrag bis 2013 ab. In der Saison 2010/11 wurde Buff Schweizer Vizemeister.
Am 13. Mai 2010 nahm er mit der U-21-Mannschaft des FCZ am 72. Blue Stars/FIFA Youth Cup teil und belegte am Schluss mit der U-21 den 2. Platz. Zudem wurde er als bester Spieler vom Turnier ausgezeichnet.
Am 21. April 2014 gewann Buff mit dem FC Zürich den Schweizer Fussballcup gegen den FC Basel mit 2:0. In einem anschliessenden Interview mit der Limmattaler Zeitung schätzte er den Gewinn des Cups höher ein als den U-17-WM-Titel von 2009. 2016 gewann er mit dem FCZ den Schweizer Cup 2015/16. Auf die Saison 2017/18 wechselte Buff zum spanischen Zweitligisten Real Saragossa. Sein Debüt gab er am ersten Spieltag gegen den CD Teneriffa am 18. August. Bei der 1:2-Niederlage gegen den CD Lugo am 15. September schoss Buff das Führungstor. Es war der erste Treffer für seinen neuen Verein. Am 15. Oktober 2019 wurde Buff von den Grasshoppers Zürich unter Vertrag genommen, nachdem er längere Zeit vereinslos gewesen war. Nach durchwachsener Saison wagte er den Gang in die malaysische Liga zu Selangor FC und kehrte 2022 nach Europa zurück, als er bei FK Žalgiris Vilnius in Litauen anheuerte.

### Nationalmannschaften
Buff spielte für die U-15- bis zur U-21-Auswahl der Schweiz. Das erste Spiel im Nationalmannschaftstrikot gab er als Innenverteidiger am 20. April 2007 in der Schweizer U-15-Nationalmannschaft gegen Deutschland (1:4). Dies war zugleich das erste Spiel der Schweizer U-15 seit dem 23. Mai 2001 gegen Tschechien (2:2).
Seinen bisher grössten Erfolg feierte er mit der Schweizer U-17-Nationalmannschaft mit dem Gewinn der U-17-Fussball-Weltmeisterschaft 2009 in Nigeria. Dabei kam er in sechs von sieben Spielen zum Einsatz. Im Viertelfinal gegen Italien schoss er seinen einzigen Treffer in diesem Turnier. Er traf in der 62. Minute zum 2:1-Endstand.
Am 10. August 2011 gab er sein Debüt in der Schweizer U-21 Nationalmannschaft gegen Italien. Er spielte dabei die erste Halbzeit durch. Für die zweiten 45 Minuten wurde er für Nzuzi Toko ausgewechselt. 2012 gehörte er zum Kader des Fussballspiels, das an den Olympischen Spielen teilnahm.

## Titel und Erfolge

### Verein
FC Zürich
- Zweiter des FIFA Youth Cup 2010
- Schweizer Vizemeister 2011
- Schweizer Cupsieger (2): 2014, 2016

### Nationalmannschaft
Schweiz U17
- U-17 Weltmeister: 2009